# Tichon (Stiepanow)
Tichon, imię świeckie Nikołaj Władimirowicz Stiepanow (ur. 2 marca 1963 w Kostromie, zm. 20 października 2010 w Archangielsku) – biskup Rosyjskiego Kościoła Prawosławnego.

## Życiorys
Urodził się w rodzinie kapłana prawosławnego. Jako nastolatek był hipodiakonem arcybiskupa kostromskiego i galickiego Kasjana. Po odbyciu służby wojskowej ukończył w 1986 seminarium duchowne w Leningradzie, a następnie wyższe studia teologiczne w Leningradzkiej Akademii Duchownej. W latach 1990–1991 kontynuował naukę w seminarium św. Włodzimierza w Nowym Jorku, gdzie dodatkowo zbierał materiały związane z pracą duszpasterską arcybiskupa amerykańskiego Tichona, późniejszego patriarchy Moskwy i całej Rusi, w Stanach Zjednoczonych. Po powrocie złożył 28 sierpnia 1991 śluby zakonne przed biskupem pietrozawodzkim i ołonieckim Manuelem (Pawłowem). Miało to miejsce w soborze Podwyższenia Krzyża Pańskiego w Pietrozawodsku. Następnego dnia otrzymał święcenia diakońskie, zaś 1 września 1991 – kapłańskie. 16 czerwca 1992 został podniesiony do godności ihumena.
W 1995 został proboszczem odnowionej parafii przy soborze św. Aleksandra Newskiego w Pietrozawodsku. Od 1995 zasiadał w komisji opracowującej plan odnawiania prawosławnej sieci parafialnej na terenie Federacji Rosyjskiej. W grudniu tego samego roku otrzymał godność archimandryty.
4 lutego 1996 w Soborze Objawienia Pańskiego w Moskwie miała miejsce jego chirotonia na biskupa archangielskiego i chołmogorskiego. Jako ordynariusz tejże eparchii doprowadził do wzniesienia szeregu nowych cerkwi lub otwarcia tych, które zostały zamknięte w okresie radzieckim. Reaktywował m.in. monaster św. Aleksandra Oszewieńskiego. Godność biskupa archangielskiego pełnił do swojej śmierci w 2010.
23 października 2010 został pochowany na Cmentarzu Bogorodskim w Archangielsku, w sąsiedztwie Cerkwi Wszystkich Świętych.